# Fesdis
Fesdis (em árabe: فسديس) é uma cidade localizada na província de Batna, no noroeste da Argélia. Sua população era de 7 517 habitantes, em 2008.